# 梵蒂冈国旗

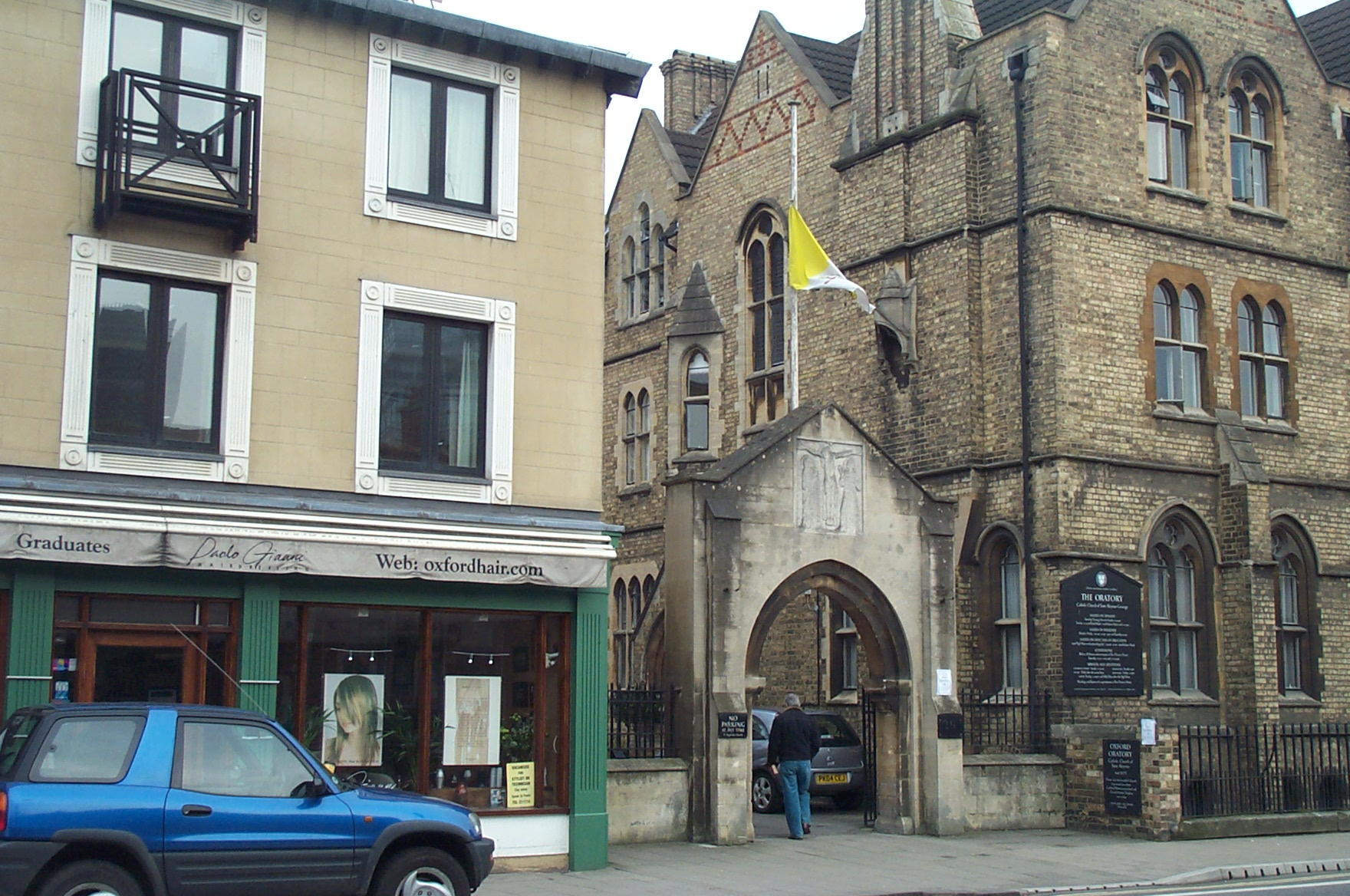
牛津聖路易吉·貢扎加小聖堂在教宗若望保祿二世死後降半旗

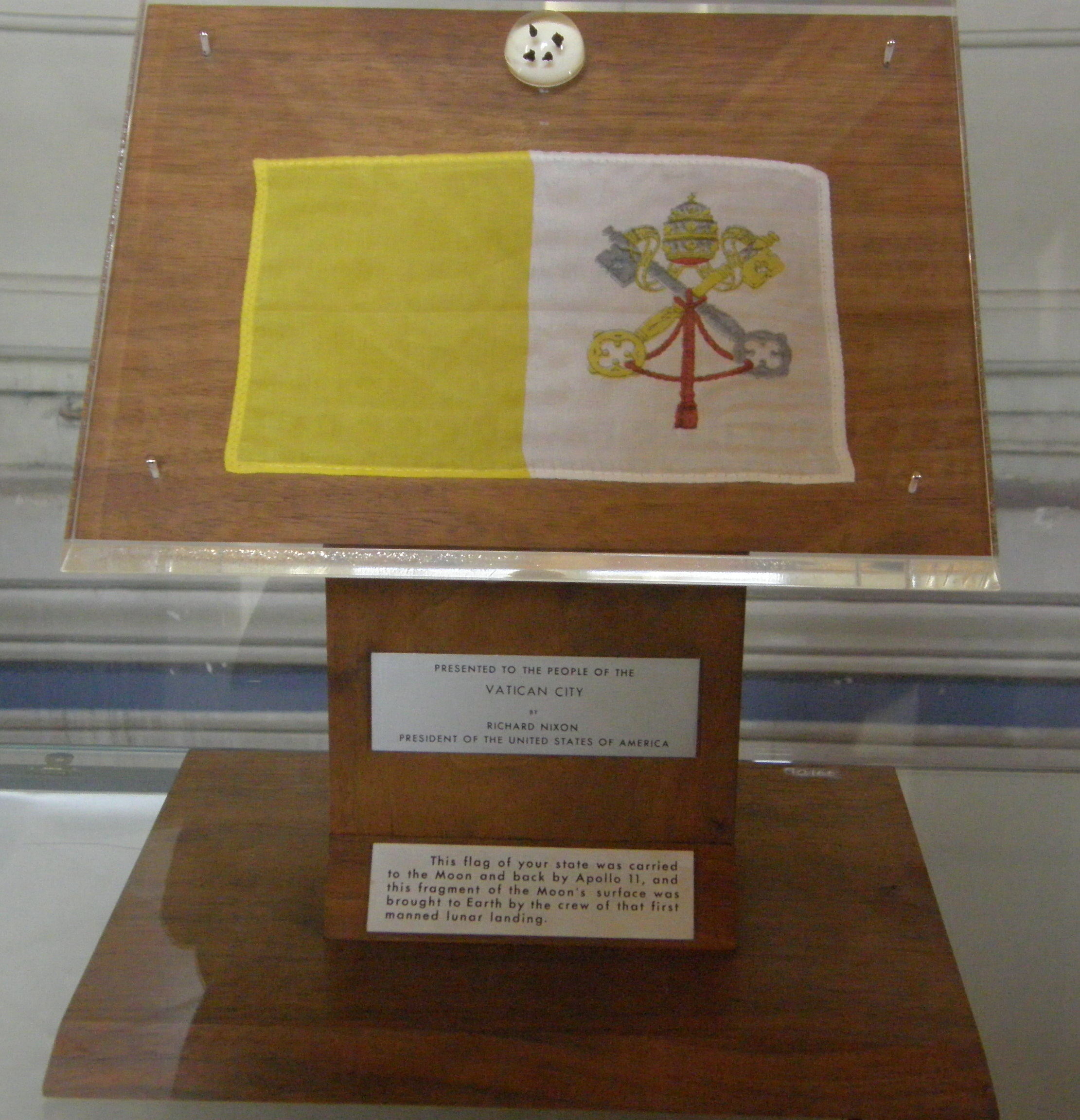
被阿波羅11號帶往月球的國旗，現存於梵蒂岡博物館，上有一些月岩

梵蒂冈国旗由两个面积相等的竖长方形组成，靠旗杆侧为黄色，另一侧则为白色。白色上还绘有羅馬教區的教區牧徽：两把交叉的聖伯多祿的钥匙和一顶教宗的三重冕。黄白两色是耶稣十二宗徒之長聖伯多祿的两把钥匙的颜色，代表了两种最珍贵的金属：金与银。教宗的牧徽则是至高无上地位的象徵。
旗上的金黃和銀白色是自1808年2月以來宗座瑞士近衛隊帽徽的顏色。教宗良十二世於1825年訂定这面旗帜。1929年2月11日，義大利與教宗庇護十一世簽訂《拉特朗條約》。教宗正式承認教宗國的滅亡，另建梵蒂岡城國。梵蒂岡國旗是以1825年後的教宗國國旗為藍本。

## 國旗格式
國旗以兩條豎條組成，旗桿側是金色或黃色，另一側是白色，白色中央有呈交叉狀的「天國之鑰」與三重冕。鑰匙的部分由金色與銀色的鑰匙交叉組成，銀色鑰匙以右上至左下的方式斜放。此國旗是世界上唯二的正方形國旗，另一面為瑞士國旗。
白色部分上的梵蒂岡國徽的組成有：
- 三重冕（教宗庇護十一世任內所使用）

梵蒂岡國旗的2:3比例型式

- 天國之鑰的典故來自《馬太福音》第16章第19节参，經上記載耶穌基督將教會交托給宗徒伯多祿；教宗被認為是伯多祿宗徒職位的後繼者，金銀兩鑰匙，自13世紀開始就是聖座的重要標誌。金鑰匙代表屬靈的權力，而銀鑰匙代表世俗的權力。為了區分梵蒂岡與聖座的國徽，兩把鑰匙的順序是相反的。
- 一條紅線連接兩把鑰匙。

國旗的黃色與白色也是參考鑰匙的顏色——在紋章學術語中，黃色與金色，銀色與白色是沒有區別的。

## 用途
國旗在世界各地的天主教會與關聯機構都有使用，通常是在教會或機構所在地之國旗旁。聖座駐各國及國際組織的大使館也會懸掛。

## 歷史
教宗國傳統上使用黃色與紅色的帽徽，這是羅馬元老院與羅馬人民的傳統代表色。然而，這些顏色沒有使用在國旗上。1808年，教宗庇護七世下令梵蒂岡貴族衛隊及其他部隊把紅色換成白色，以區分其他已被併入拿破崙軍隊的部隊。
1803年教宗國開始使用以白色為底，中央有教宗國徽的商用旗。這種旗幟在1815年6月7日成為正式。在1825年9月17日，被黃白旗取代，黃色取自金鑰匙，白色取自銀鑰匙。這些顏色可能是來自1808年的禁衛兵旗的顏色。這是教宗國使用的第一面雙色旗，也是現代梵蒂岡國旗的始祖。商用旗也是在陸地上的國旗。
1831年開始，教宗國步兵開始使用黃白的正方形旗幟。一開始是對角線劃分，但自1849年開始改成垂直劃分，如同商旗一樣。最終的步兵旗幟，於1862年採用，就是簡單的黃白方形旗。
1849年2月8日，當教宗庇護九世在加埃塔逃亡中時，羅馬共和國宣告成立。新政府的國旗是義大利三色旗並在中央條紋加上格言「Dio e Popolo（上帝和人民）」。教宗國政府以及旗幟在1849年7月2日復辟。1870年9月20日教宗國被義大利佔領，而黃白旗也不再做為正式使用。
在1929年《拉特朗條約》簽訂後，教宗當局決定使用1825年的商用旗作為即將獨立的梵蒂岡城國的國旗。然而，在憲法中使用的正式圖樣卻採用了1862年的步兵旗作為樣本。條約在1929年6月7日生效，新的梵蒂岡方形旗也隨之生效。